# Kottafaru
Kottafaru is een van de onbewoonde eilanden van het Raa-atol behorende tot de Maldiven.